# أكبر أباد سردشت (مقاطعة فسا)
اكبرآباد سردشت (بالفارسية: اکبرآباد سردشت) هي قرية تقع في قسم كوشك قاضي الريفي (مقاطعة فسا) في إيران. يقدر عدد سكانها بـ 227 نسمة .